# TypeScript
TypeScript ist eine von Microsoft entwickelte Skriptsprache, die auf den Vorschlägen zum ECMAScript-6-Standard basiert und statische Typisierung zu JavaScript hinzufügt. Sprachkonstrukte von TypeScript, wie Klassen, Vererbung, Module und anonyme Funktionen, wurden auch in ECMAScript 6 übernommen.
TypeScript ist eine echte Obermenge (strict superset) von JavaScript bzw. ECMAScript 2015. Jeder JavaScript-Code ist daher auch gültiger TypeScript-Code, so dass gängige JavaScript-Bibliotheken (wie z. B. jQuery oder Angular) auch in TypeScript verwendet werden können.
TypeScript unterstützt mit Modulen das Kapseln von Klassen, Interfaces, Funktionen und Variablen in eigene Namensräume. Dabei wird zwischen internen und externen Modulen unterschieden. Interne Module lehnen sich an die Modul-Spezifikation aus ECMAScript 6 an, wohingegen externe Module eine JavaScript-Bibliothek (AMD oder CommonJS) nutzen.
Der von Microsoft entwickelte TypeScript-Compiler transkompiliert TypeScript-Code nach ECMAScript 5 (ES5), optional auch nach ECMAScript 3 (ES3).
TypeScript kann mit Hilfe von Plug-ins in verschiedene Build-Management-Tools integriert werden, darunter Grunt (grunt-ts), Apache Maven (TypeScript Maven Plugin) und Gradle (TypeScript Gradle Plugin).

## Geschichte
Die erste öffentlich verfügbare Version von TypeScript wurde 2012 nach zwei Jahren Entwicklung von Microsoft in der Version 0.8 veröffentlicht. Kurz nach Ankündigung der Sprache wurde diese von Miguel de Icaza gelobt. Jedoch bemängelte er, dass es keine weiteren Entwicklungsumgebungen abseits von Microsoft Visual Studio gab, das 2013 nicht für Linux und macOS zur Verfügung stand. Seit 2013 gab es Plugin-Support für Eclipse, der von Palantir Technologies bereitgestellt wurde. Mittlerweile unterstützen eine Vielzahl von Texteditoren und Entwicklungsumgebungen TypeScript. Darunter befinden sich Emacs, vim, Sublime Text, WebStorm, Atom und Microsofts eigener Editor Visual Studio Code.
TypeScript 0.9 wurde 2013 veröffentlicht und brachte Unterstützung für generische Typen.
TypeScript 1.0 wurde 2014 auf Microsofts hauseigener Entwicklerkonferenz Build vorgestellt. Auch erhielt Visual Studio Unterstützung für TypeScript.
Im Juli 2014 kündigten die Entwickler von TypeScript einen neuen Compiler an, der fünfmal schneller sein sollte als der alte. Gleichzeitig wurde der bisherige Quellcode von TypeScript von CodePlex zu GitHub migriert.
Am 22. September 2016 wurde die Version 2.0 veröffentlicht, die diverse neue Funktionen einführte. Unter anderem wurde eine optionale Funktion eingeführt, um zu verhindern, dass Variablen standardmäßig mit null initialisiert sind. Dies soll zu weniger Nullpointer Exceptions führen.
Am 30. Juli 2018 wurde die Version 3.0 veröffentlicht. Besonders hervorzuheben ist der neue primitive Typ unknown. Zusammen mit void (dem Einheitstyp) und never (dem leeren Typ) vervollständigt er die Ränder der Typenhierarchie: unknown ist ein Universaltyp; einer Variable davon kann jedes Objekt zugewiesen werden, und entsprechend kann man von einem unknown-Wert nichts erwarten. TypeScript verlangt dann eine Assertion oder Checks. Im Unterschied dazu ist any zwar auch ein Universaltyp, jedoch erlaubt TypeScript die Verwendung der Werte direkt, obwohl eigentlich keine Information darüber vorliegt. Damit ist unknown nichts anderes als das typsichere Äquivalent zu any.

## Features
TypeScript erweitert die Sprache ECMAScript 6 um folgende Merkmale:
- Methodensignatur
- Typinferenz
- Type Erasure
- Interfaces
- Aufzählungstyp
- Generische Programmierung
- Namensräume
- Tupel
- Async/Await

Folgende Elemente wurden durch einen Backport von ECMAScript 2015 hinzugefügt:
- Klassen
- Module[20]
- Arrow-Syntax für anonyme Funktionen
- Optionale Parameter und Standardparameter

### Kompatibilität mit JavaScript
TypeScript ist eine Obermenge von ECMAScript 2015, das selbst eine Obermenge von ECMAScript 5 ist, was oft in Referenz mit JavaScript gestellt wird. Ein JavaScript-Programm ist somit auch ein valides TypeScript-Programm. Somit kann TypeScript ohne Probleme JavaScript verwenden. Der Compiler benutzt normalerweise ECMAScript 5, aber es besteht auch die Möglichkeit, Konstrukte von ECMAScript 3 oder 2015 zu verwenden.
TypeScript bietet die Möglichkeit an, existierenden JavaScript-Code und bekannte JavaScript-Bibliotheken zu verwenden.

### Methodensignatur
TypeScript bietet Methodensignaturen an, die das Überprüfen von Methoden während der Kompilierung ermöglichen. Dies ist optional und kann ignoriert werden.
```
function
 
add
(
left
:
 
number
,
 
right
:
 
number
)
:
 
number
 
{

	
return
 
left
 
+
 
right
;

}

```

Die Annotationen für die primitiven Typen sind number, boolean und string.

### Klassen
TypeScript unterstützt ECMAScript-2015-Klassen, die optionale Methodensignaturen verwenden können:
```
class
 
Person
 
{

    
private
 
name
:
 
string
;

    
private
 
age
:
 
number
;

    
private
 
salary
:
 
number
;

    
constructor
(
name
:
 
string
,
 
age
:
 
number
,
 
salary
:
 
number
)
 
{

        
this
.
name
 
=
 
name
;

        
this
.
age
 
=
 
age
;

        
this
.
salary
 
=
 
salary
;

    
}

    
toString
()
:
 
string
 
{

        
return
 
`
${
this
.
name
}
 (
${
this
.
age
}
) (
${
this
.
salary
}
)`
;
 
// As of version 1.4

    
}

}

```

### Generische Programmierung
TypeScript unterstützt Generische Programmierung. Das ist ein Beispiel einer Identitätsfunktion:
```
function
 
doSomething
<
T
>
(
arg
:
 
T
)
:
 
T
 
{

    
return
 
arg
;

}

```

### Union-Typen
Union-Typen werden in TypeScript unterstützt. Es können insbesondere auch komplexe Typen als sogenannte Tagged Union Types definiert werden.
```
function
 
successor
(
n
:
 
number
 
|
 
bigint
)
:
 
number
 
|
 
bigint
 
{

    
return
 
++
n
;

}

```

### Module und Namespaces
TypeScript unterscheidet zwischen Modulen und Namespaces. Beide Features in TypeScript unterstützen die Kapselung von Klassen, Schnittstellen, Funktionen und Variablen in Containern. Namespaces (ehemals interne Module) verwenden sofort aufgerufene Funktionsausdrücke von JavaScript, um Code zu kapseln, während Module (ehemals externe Module) JavaScript-Bibliotheksmuster nutzen, um dies zu tun (AMD oder CommonJS).

## Design
TypeScript stammt von der Skriptsprache JavaScript ab und will dessen Mängel im Bereich der Entwicklung von großen Applikationen beheben, was von Microsoft selbst veranlasst wurde. Die Herausforderung, mit dem komplexen Code von JavaScript umzugehen, führte dazu, dass ein dafür angepasstes Werkzeug zur Vereinfachung der Entwicklung dieser Komponenten erstellt wurde.
Die Entwickler von TypeScript suchten eine Lösung, die nicht die Kompatibilität mit dem Standard oder die Plattformunabhängigkeit von JavaScript gefährdet. Mit dem Wissen, dass ECMAScript in Zukunft das klassenbasierte Programmieren unterstützen wollte, wurde TypeScript auf diesem Grundsatz entwickelt. Das führte zu einem JavaScript-Compiler mit einigen Erweiterungen, die den Code in JavaScript übersetzen.
TypeScript hat sich zu einem de-facto Standard für größere JavaScript-Projekte entwickelt. Insbesondere in modernen Frontend-Frameworks wie React.js, Angular und Vue.js wird TypeScript zunehmend als bevorzugte Entwicklungssprache eingesetzt. Die strikte Typisierung ermöglicht eine bessere Wartbarkeit von Code, reduziert Laufzeitfehler erheblich und verbessert die Entwicklererfahrung durch erweiterte IDE-Unterstützung mit intelligenter Autovervollständigung sowie Refactoring-Tools. 
TypeScript fügte die Unterstützung des ECMAScript-2015-Standards hinzu.

## Versionsgeschichte
| Versions- nummer | Veröffentlichungs- datum | Änderungen |
| ---------------- | ------------------------ | --- |
| 0.8              | 1. Oktober 2012          | Erste Veröffentlichung |
| 0.9              | 18. Juni 2013            | Generische Ausdrücke, Überladen von konstanten Parametern, Enum |
| 1.1              | 6. Oktober 2014          | Performanceverbesserungen |
| 1.3              | 12. November 2014        | protected Zugriffsmodifikator, Tupel-Typen |
| 1.4              | 20. Januar 2015          | Union-Typen, let und const Deklarationen, Template Strings, Type Guards, Type Aliases |
| 1.5              | 20. Juli 2015            | ES6-Module, namespace Keyword, for..ofSupport, Decorator |
| 1.6              | 16. September 2015       | JSX-Unterstützung, Intersection Typen, lokale Typdeklarationen, abstrakte Klassen und Methoden, benutzerdefinierte Guard-Funktionen |
| 1.7              | 30. November 2015        | Unterstützung für async und await |
| 1.8              | 22. Februar 2016         | Constraints Generics, Kontrollfluss-Fehleranalyse, Stringliteral-Typen, allowJs |
| 2.0              | 22. September 2016       | null- und undefined-verhindernde Typen, kontrollflussbasierte Typanalyse, Discriminated Uniontypen, never Typ, readonly Keyword, this |
| 2.1              | 8. November 2016         | keyof und Lookup Typen, gemappte Typen, REST- und Spread-Eigenschaften für Objekte |
| 2.2              | 22. Februar 2017         | Mix-in Klassen, object Typ |
| 2.3              | 27. April 2017           | async Iteration, generische Standardparameter, strict-Option |
| 2.4              | 27. Juni 2017            | dynamische import Ausdrücke, String Enums, verbesserte Vererbung für generische Datentypen, strikte Kontravarianz für Callback-Parameter |
| 2.5              | 31. August 2017          | optionale Catch-Clause-Variablen für Exceptions |
| 2.6              | 31. Oktober 2017         | strikte Funktionstypen |
| 2.7              | 31. Januar 2018          | const-benannte Eigenschaften, Tupel mit fester Länge |
| 2.8              | 27. März 2018            | Conditional-Typen, Verbesserung von keyof in Kombination mit Intersection-Typen |
| 2.9              | 31. Mai 2018             | Unterstützung von number und symbol benannten Eigenschaften mit keyof und endlichen Abbildungen. import(...)-Typen. |
| 3.0              | 30. Juli 2018            | Tupel als REST-Parameter, Spread-Ausdrücke für Tupel, generische REST-Parameter, Optionale Elemente in Tupel, unknown als Universaltyp (siehe auch Typentheorie), defaultProps in JSX |
| 3.1              | 27. September 2018       | Gemappte Tuple und Array-Typen |
| 3.2              | 30. November 2018        | Strengere Kontrolle von bind, call und apply |
| 3.3              | 31. Januar 2019          | Lockere Regeln für Methoden der Verbindungsarten, inkrementelle Builds für Verbundprojekte |
| 3.4              | 29. März 2019            | Verbesserungen zu inkrementellen Builds, Composite Projects, Inference, Read-Only Arrays, Type-Checking für globale Variablen und diverse andere |
| 3.5              | 29. Mai 2019             | Omit als neuer integrierter Typ |
| 3.6              | 28. August 2019          | striktere Iterator- und Generatorfunktionen, Unterstützung für Unicode bei Bezeichnern |
| 3.7              | 5. November 2019         | Optionale Verkettung, Nullish Coalescing Operator, Assertion Functions, verbesserte Unterstützung für Methoden, die never zurückliefern, und viele weitere. |
| 3.8              | 20. Februar 2020         | Type-Only Imports und Exports, private Felder, Top-Level await und viele weitere Änderungen. |
| 3.9              | 12. Mai 2020             | Geschwindigkeitsverbesserungen beim Build, @‌ts-expect-error Kommentar, Verbesserungen für Editoren und weitere Änderungen. |
| 4.0              | 20. August 2020          | Variadische Tupel, Namen für Elemente in einem Tupel, bessere JSX-Unterstützung |
| 4.1              | 19. November 2020        | Verkettung von String-Typen |
| 4.2              | 23. Februar 2021         | bessere Erhaltung von Typaliasen Führende/mittlere Restelemente in Tupeltypen Strengere Überprüfungen für den in-Operator abstrakte Konstruktionssignaturen Verbesserte Überprüfungen von nicht aufgerufenen Funktionen in logischen Ausdrücken Destrukturierte Variablen können explizit als unbenutzt markiert werden Lockere Regeln zwischen optionalen Eigenschaften und String-Index-Signaturen                                                                                  |
| 4.3              | 26. Mai 2021             | Separate Parametertypen in Eigenschaften gettern und settern Kontextbezogene Eingrenzung für Generics |
| 4.4              | 26. August 2021          | Kontrollflussanalyse von Aliased Bedingungen und Discriminants Indexsignaturen von Symbolen und Schablonenstringmustern Voreinstellung auf den unknown-Typ in Catch-Variablen „static“-Blöcke in Klassen Performance-Verbesserungen |
| 4.5              | 17. November 2021        | Der „await“-Typ und „promise“-Verbesserungen Deaktivierung der Import Prüfung type-Deklarationen für Importnamen Prüfungen auf private Felder in Objekten import-Prüfungen |
| 4.6              | 28. Februar 2022         | Erlaubter Code in Konstruktoren vor super() Verbesserte Prüfungen der Rekursionstiefe |
| 4.7              | 24. Mai 2022             | Kontrolle über die Modul-Erkennung Kontrollflussanalyse für den Zugriff auf eingeklammerte Elemente Verbesserte Funktionsinferenz in Objekten und Methoden Instanziierungsausdrücke erweiterte Beschränkungen auf infer-type-Variablen Optionale Varianz-Annotationen für type-Parameter |
| 4.8              | 25. August 2022          | Verbesserte Schnittpunktreduzierung Vereinigungskompatibilität und Verengung Verbesserte Inferenz für Infer-Typen in Template-String-Typen --build, --watch und --incremental Leistungsverbesserungen Fehler beim Vergleich von Objekt- und Array-Literalen Verbesserte Inferenz aus Bindungsmustern Fehlerbehebungen bei der Dateiüberwachung (insbesondere bei Git-Checkouts) Leistungsverbesserungen bei „Find-All-References“ Ausschließen von bestimmten Dateien bei Auto-Import |
| 4.9              | 15. November 2022        | satisfies-Operator Auto-Accessors in Klassen |
| 5.0              | 16. März 2023            | Decorators Unterstützung von export type * |
| 5.1              | 1. Juni 2023             | Vereinfachte Handhabung von undefined als Funktionsrückgabewert Unabhängige Typen für get und set Namensräume für JSX-Attribute |